# 马连滩遗址
马连滩遗址，位于中国青海省民和县芦草乡马莲滩村，为青海省市县级文物保护单位，公布日期为1987年4月16日，类型为古遗址。
马连滩遗址的历史年代为半山类型。